# 阪神バイパスフェリー
阪神バイパスフェリー（はんしんバイパスフェリー）は、かつて存在した日本の海運会社。大阪湾を横断するフェリー航路を運航していた。

## 概要
1971年4月に神戸 - 泉大津航路を開設した。1,000トン級フェリー2隻を投入して運航を開始したが、高速道路の整備により利用客が想定ほど増加せず、第一次オイルショックの影響により減便した後、1974年4月10日に航路休止となった。その後、所有船は宇高国道フェリーへ売船されて就航した。

## 航路
- 神戸港（東神戸フェリーセンター） - 泉大津港（現在の日鐵物流大阪物流センターのあたり）

## 船舶
- 摂津

1,116総トン、全長70m、幅14.7m、ディーゼル3,200馬力、航海速力15.8ノット、最大速力17.2ノット、旅客定員600名、トラック15台、乗用車14台
- 泉州

1,139総トン、全長70m、幅14.7m、摂津の同型船。